# Espermatocele
Espermatocele é uma retenção de espermatozoides em cistos no conducto que conecta os testículos com a uretra, o epidídimo. Pequenas espermatoceles são relativamente comuns, ocorrendo em aproximadamente 30% de todos os homens. Eles variam em tamanho de alguns milímetros a vários centímetros. Geralmente não causam sintomas. No entanto, alguns homens podem sentir desconforto por espermatoceles grandes. Não causam um aumento do risco de câncer testicular. Além disso, ao contrário de varicoceles, não reduzem a fertilidade. 

## Causas
Espermatocele pode originar-se como um divertículo dos túbulos encontrado do epidídimo. Esperma acumulado gradualmente faz com que o divertículo aumente de tamanho. Eles são devido a continuidade entre o epidídimo e túnica vaginal.
Também pode ser resultado de epididimite, trauma físico ou vasectomia. Cicatrizes de qualquer parte do epidídimo podem tornar a via obstruída até formar um espermatocele.
Espermatoceles podem ser descobertas como massas incidentais no escroto no exame físico por um médico ou por auto-inspeção.
Encontrar um cisto indolor na cabeça do epidídimo, translúcido, que pode ser claramente diferenciado do testículo, geralmente é suficiente para o diagnóstico. Se há incerteza, uma ultra-sonografia da bolsa escrotal pode confirmar se é espermatocele, varicocele ou hidrocele.

## Tratamento
Pequenos cistos não causam problema se forem deixados em paz, assim como os grandes cistos em estado assintomático. Somente quando os cistos causam algum desconforto e estão aumentando de tamanho, ou o paciente quer que a espermatocele seja removida, deve-se considerar uma cirurgia local para espermatocelectomia. O desconforto pode persistir mesmo após a remoção.
Espermatocelectomia não serve para tratar fertilidade.